# Karnien
Karnien, italienisch Carnia, furlanisch Cjargne (Standard), Cjargna, Cjargno (Ortsdialekt) ist ein Gebiet in den Karnischen Alpen, im Nordosten Italiens in der Region Friaul-Julisch Venetien, Provinz Udine. Zentralort ist Tolmezzo.

## Lage und Landschaft

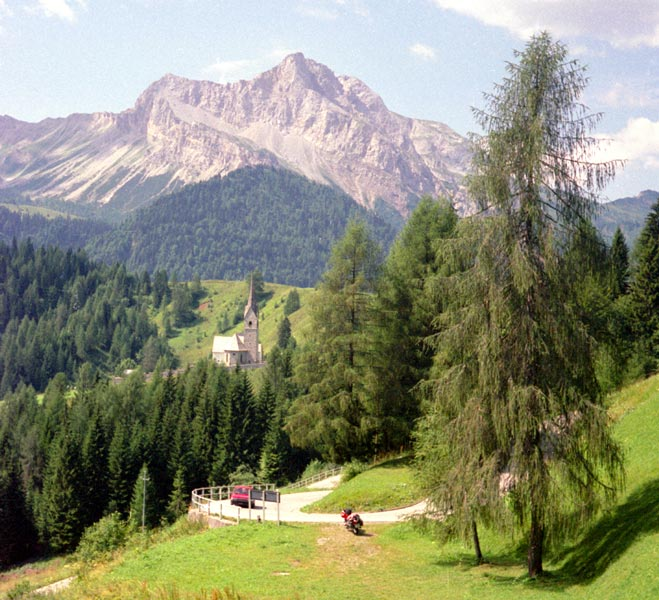
Gebirgslandschaft in Karnien

Die Tallandschaft liegt zwischen dem Karnischen Hauptkamm und den Karnischen Voralpen, am obersten Tagliamento. Sie bildet den Nordwesten der Landschaft Friaul.
Im Norden grenzt sie an Kärnten in Österreich, im Westen an das Cadore in Venetien, im Süden an die Provinz Pordenone, im Osten an Canal del Ferro-Val Canale.

### Die karnischen Täler
Carnia hat vier Haupttäler – der Name canale, furlanisch cjanâl beschreibt die ortstypischen geradlinigen Verläufe.
- Valle del But, Canale di San Pietro (Cjanâl di Sant Pieri)
- Val Chiarsò, Canale di Incaroio (Cjanâl di Incjaroi)
- Val Degano, Canale di Gorto (Cjanâl di Guart)
- Das oberste Tagliamento-Tal (Cjanâl di Soclêf, Petecarie) bis zur Einmündung des Flusses Fella.

Kleinere Nebentäler sind:
- Valcalda (Valcjalde, Cjanâl di Monai)
- Val Lumiei (Valade dal Lumiei)
- Val Pesarina (Cjanâl Pedarç)
- Val Pontaiba (Val Pontaibe)

### Gemeinden
Die 27 Gemeinden Karniens sind:
Amaro (Damâr), Ampezzo (Dimpeç), Arta Terme (Darte), Cavazzo Carnico (Cjavaç), Cercivento (Çurçuvint), Comeglians (Comelians, loc. Comalians), Enemonzo (Enemonç), Forni Avoltri (For di Avoltri, loc. Fôr Davuatri), Forni di Sopra (Fôr Disore), Forni di Sotto (Fôr Disot), Lauco (Lauc), Ovaro (Davâr), Paluzza (Paluce), Paularo (Paulâr), Prato Carnico (Prât), Preone (Preon), Ravascletto (Ravasclêt, loc. Monai), Raveo (Raviei), Rigolato (Rigulât), Sauris (dt. Zahre), Socchieve (Soclêf), Sutrio (Sudri), Tolmezzo (Tumieç), Treppo Ligosullo (Trep Liussûl), Verzegnis (loc. Verzegnas), Villa Santina (Vile), Zuglio (Zui)

## Geschichte
Karnien wurde in vorrömischer Zeit vom keltischen Stamm der Karner bewohnt, von denen die heutigen Länder und Landschaften Kärnten und Karnien ihre Namen haben. Bereits im 2. Jahrhundert v. Chr. wurde das Gebiet von den Römern unterworfen. Mit dem Untergang des Römischen Reiches kam das Gebiet zunächst unter die Herrschaft der Ostgoten, von denen sich einige gotische Wörter im Furlanisch erhalten haben, dann der Langobarden. Im 8. Jahrhundert geriet Karnien unter die Herrschaft der Karolinger und in der Folge (825–976) zu dem zum Herzogtum Bayern gehörenden Karantanien (Kärnten), dem späteren Herzogtum Kärnten (ab 976). Ab dem Ende des 11. Jahrhunderts wurde es von Kaiser Heinrich IV. dem Patriarchat von Aquileia einverleibt. Mit der Eroberung des Patriarchats durch die Republik Venedig kam 1420 auch Karnien unter venezianische Herrschaft und schied aus dem römisch-deutschen Reichsverband aus. 1796 kam es mit Venetien an Österreich, 1866 an Italien.
Vom 26. September bis zum 10. Oktober 1944 existierte in Karnien und Oberfriaul die Partisanenrepublik Karnien (ital. Repubblica partigiana della Carnia bzw. Zona Libera della Carnia) mit Ampezzo als „Hauptstadt“. Sie war eine von Partisanen während des Zweiten Weltkriegs gegründete „freie Zone“ (zona libera).

## Kultur
Amts- und Umgangssprache ist Italienisch. Die einheimische Bevölkerung spricht weitgehend Furlanisch, eine rätoromanische Sprache.
Außerdem haben sich die deutschen Sprachinseln Zahre (Sauris), Tischlwang (Timau) erhalten, in denen deutsch in Tiroler (hauptsächlich Pustertaler) oder Kärntner Mundart gesprochen wird. Die deutschen Sprachinseln Karniens stehen heute in engem Kontakt mit den deutschen Sprachinseln im Kanaltal, in Venetien (Bladen, Sieben Gemeinden, Dreizehn Gemeinden) und im Trentino (Lusern und Fersental).